# Richie Faulkner
Richard Ian Faulkner (* 1. ledna 1980, Londýn, Anglie) je britský heavy metalový kytarista. Od roku 2011 ve skupině Judas Priest, kdy nahradil dlouholetého kytaristu K. K. Downinga. V roce 2022 založil metalovou skupinu Elegant Weapons jako vedlejší projekt. Byl také členem doprovodné skupiny dcery Stevea Harrise z Iron Maiden Lauren Harris.

## Osobní život
V letech 1995 a 2000 žil ve městě Stockholm ve Švédsku, kde prodával klobásy a naučil se švédsky. Faulkner je ve vztahu s Mariah Lynch a mají spolu dceru, která se narodila v červenci 2020.

## Vybavení
Faulkner používá Gibson a Epiphone Flying V. V březnu 2018 Epiphone vydal jeho podpisový model Flying V. Faulkner používá také kytary řady Explorer a Les Paul.
Faulkner používá zesilovače a reproboxy Wizard Vintage Classic. V roce 2019 Wizard vydal jeho podpisový zesilovač. Dříve používal zesilovače a reproboxy Engl. 

## Diskografie

### Lauren Harris
- Calm Before the Storm (2008)

### Judas Priest
- Redeemer of Souls (2014)
- Firepower (2018)
- Invincible Shield (2024)

### Elegant Weapons
- Horns of a Halo (2023)